# Bruno Simões
Morreu Bruno Simões (* 17. September 1971 in Lissabon; † 12. Oktober 2012) war ein portugiesischer Schauspieler.

## Leben
Bruno Simões wurde durch Rollen in verschiedenen Telenovelas bekannt. Er begann in der Jugendserie Morangos com Açúcar in der Rolle des Jorge. Es folgten Rollen in O Teu Olhar, Floribella, Liberdade 21, Inspector Max, Vingança, Podia Acabar o Mundo, Aqui não Há Quem Viva und Ganância.
Auch in Spielfilmen wirkte er mit, etwa 2010 in Assalto ao Santa Maria, einer Verfilmung der Santa-Maria-Affäre von Regisseur Francisco Manso. 2012 spielte er in Morangos Com Açúcar – O Filme mit, dem erfolgreichen Kinofilm zur Serie.
Am 12. Oktober 2012 starb er im Alter von 41 Jahren an einem Herzinfarkt.